# 西岡德馬
西岡 德馬（にしおか とくま、1946年〈昭和21年〉10月5日 - ）は、日本の俳優、声優、タレント。本名および旧芸名は西岡 德美（にしおか のりよし）。西岡 徳馬とも表記されるが、芸名と本名共に「徳」の字は旧字体（德）が正式表記である。
神奈川県横浜市出身。横浜市立大綱中学校、学校法人聖ミカエル学院を経て、玉川大学文学部芸術学科演劇専攻卒業。文学座、赤坂プロ、グランパパプロダクションを経て、アンシャンテ所属。

## 来歴
2人兄弟の長男で、幼少期には子役として活躍した。幼少時は喘息で体が弱く、体調が悪くなり演劇の仕事も一時活動休止した。その後は中学に入り、器械体操部で体を鍛えることにより他の学生と喧嘩で負けなしだったが、本人から仕掛けることは一度もなかった。
法政大学第二高等学校の野球部に入部したが退部。力を持て余し、毎日ケンカケンカで高校も退学した。父親に「お前は芸能学校に入れ」と言われ東宝芸能学校に通う。俳優になるきっかけを作ってくれた父に感謝していると語っている。幼少時は、その父親に車で箱根に何度も連れて行ってもらっていた。
その後、鎌倉の学校法人聖ミカエル学院に入り、玉川大学を卒業。大学卒業後の1970年に文学座に入団。杉村春子に「（芝居が）上手くないわね」と言われながら育った。10年在籍したが他の劇団の芝居もしてみたいという欲求から、1979年文学座を退団。芸名はそれまで本名の西岡德美を使っていたが、女性に間違われたり、"とくみ"と呼ばれることが多かったため、退団を機に西岡"徳"馬にした。しかし僧侶から「"徳"という字は『人は一心ことを為すのに十四年』という作りですから、一本、横棒を入れた方がいい」と言われて、もともと戸籍でも"德"を使っているため、西岡"德"馬にした。その後はテレビ・映画でも活躍。『極道の妻たち』シリーズやヤクザ映画などでヤクザの幹部を多く演じたことから、コワモテ役の印象を与えている。
NHK大河ドラマ『武田信玄』と『風林火山』で役柄は異なるものの、同じ上杉家家臣役を演じている。
1991年、ドラマ『東京ラブストーリー』（フジテレビ系）で部長役を演じたが、原作では赤名リカ（鈴木保奈美）と不倫関係だった上司の役で「赤名リカと関係を持ちそうな部長、というイメージから西岡さんを選んだ」ということでキャスティングされたという。しかし同ドラマは、どんどん視聴率が上がり、小学生まで観るようになったため、ヒロインが会社の部長と不倫して子供も作るのではなく、誰の子供かは明かさないというキャスティング当初とは違ったエンディングに変更された。西岡の抜擢（）は、つかこうへいが西岡のために書いた西岡が坂本龍馬を演じた戯曲『幕末純情伝』の初演（1989年）と再演（1990年）を『東京ラブストーリー』のプロデューサー・大多亮が観たためで、大多から「このドラマに出たら、もう電車には乗れませんから」と自信たっぷりに言われ「オーバーなこと言いやがって」と思ったが、その通りになったと話している 。
1997年にはVシネマ『内閣特務捜査官 ORDER』で製作総指揮・企画・主演の一人三役を務める。続編では監督もこなした。
ウルトラシリーズに登場するウルトラの父は1972年の初登場以来長らく声優が固定されていなかったが、2006年放送の『ウルトラマンメビウス』以降の作品では西岡にほぼ固定されている（『ウルトラマンギンガ』と『ウルトラマンフェスティバル2018 ライブステージ』と『ウルトラギャラクシーファイト 大いなる陰謀』と『ウルトラギャラクシーファイト 運命の衝突』と『ウルトラマンレグロス ファーストミッション』を除く）。
2012年秋に自身が主宰の俳優養成所「ドラマスクールレッドホースヒルズを開校。校長として、若手パフォーマーの育成に力を入れている。
東京都国分寺市在住。

## 人物

### 家族
- 1973年に宇津宮雅代と結婚して一女を設ける。宇都宮との間に出来た娘に2人の子が、現在の妻との間の長女に3人の子がいて、次女が2023年8月に第1子を出産したことで孫が6人になったことを語っている[12]。次女は女優の西岡優妃でその夫は俳優の杉山裕右。二人の娘からは王子様と呼ばれていたこともある。元俳優の西岡竜一朗は甥に当たる（現在、セレクテッドカスタムモーターサイクル代表）。

### 私生活
- さまざまな有名女優と浮名を流したことでも知られる。

### 交友関係
- 刑事ドラマ『太陽にほえろ!』で、文学座の後輩にあたる松田優作が「ジーパン刑事」役になったのは西岡自身がきっかけだという。親交のあった市川染五郎（現・2代目松本白鸚）一家とハワイ旅行に出掛けた時のショッピングで、当時まだ日本ではレアなものだったジージャンとジーパンに上下セットを見つけ、これを買って帰国して着ていたところ、文学座のマネージャーに「自分も欲しい」といった興味を示され、食い下がるマネージャーのために西岡も心当たりを探したがなかなか見つからず、それで他の店で似た物を見つけて購入し、これを松田に着せた。その後松田本人がジージャンとジーパンの上下のままで『太陽にほえろ!』のスタッフに会ったなどのことは不明だが、その後ジーパン刑事と名付けられて活躍することになる[13]。

- 高校で野球をやっていたため、同学年の山本浩二や、田淵幸一、星野仙一（故人）ら、野球関係の友人が多い[14]。また山本の親戚・せんだみつおとも古くからの付き合い[15][16]。2024年5月の主演舞台『後鳥羽伝説殺人事件』で広島県三次署の部長刑事・野上を演じるに当たり[17]、当初、野上の台詞は全て標準語だったが、西岡が制作サイドに「言い回しや語尾は広島弁にした方がリアリティーが出るのでは」と提案し、これが了承され、広島弁で演じることになった[16]。横浜出身の西岡は広島弁の台詞は初体験。広島出身の山本浩二に弟子入りし、みっちり広島弁の指導を受けた[15][16]。野上役は過去のテレビドラマでは、長門裕之や、河原崎長一郎、佐藤B作（2回）、火野正平らが演じたが、浅見光彦を差し置いて野上が主役になるのは初めてである[17]。
- 法政二高野球部に入部したときの最上級生に、のち南海ホークスに入団し、マイナーリーグでの野球留学を経て日本人メジャーリーガー第1号となる村上雅則がいた。高校時代のの村上について、「投げる球が半端じゃない。直球は早いし、カーブはよく曲がる。高校生の球ではなかったね」と回想している[18]。

### 趣味嗜好
- 趣味はゴルフ[3]。2012年のザ・レジェンド・チャリティプロアマトーナメントに著名人の部で参加した。
- 読売ジャイアンツのファン。
- トマトが大の苦手であるが、トマトジュースは好物である。

## 出演

### 連続ドラマ
- 浮世絵 女ねずみ小僧 第2シリーズ（1972年、CX / C.A.L） ※西岡徳美名義
  - 第7話「雨が降る降る、恵みの雨が…」
  - 第9話「怨念!火の玉喰う」
  - 第21話「闇の中の縁結び」
- 大岡越前（TBS / C.A.L）
  - 第3部 第29話「キヤマンの謎」（1973年1月1日） - 佐吉 役 ※ 西岡徳美名義
  - 第12部 - 第13部（1991年- 1993年） - 片平弥平次 役
- 旅人異三郎 第17話「過ぎし日の面影が宿場に散った」（1973年、12ch / 三船プロ）
- しろばんば（1973年、NHK総合）
- 子連れ狼 第二部 第5話「寒到来」（1974年、NTV / ユニオン映画）
- 水戸黄門 （TBS / C.A.L）
  - 第5部 第8話「一寸の虫にも五分の魂 -金沢-」（1974年5月20日） - 川村多三郎 役 ※ 西岡徳美名義
  - 第11部 第26話「一陽来復水戸の春 -岩槻・水戸-」（1981年2月9日） - 渡辺伴作 役 ※西岡徳美名義
  - 最終回スペシャル（2011年12月19日） - 早見新左衛門 役
- 同心部屋御用帳 江戸の旋風II - 江戸の旋風IV（1976年 - 1979年、CX / 東宝） - 留吉 役
- 西遊記II 第24話「青狼魔王 満月への遠吠え」（1980年4月27日、NTV） - 満月／李史進 役 ※ 西岡徳美名義
- 噂の刑事トミーとマツ 第1シリーズ（TBS / 大映テレビ）
  - 第39話「トミマツの、健康美なのだ!」（1980年8月6日） - 中村 役
  - 第64話「アリ!? トミー人質 マツは医者」（1981年3月18日） - 強盗（兄貴） 役
- 大江戸捜査網（1980年、12ch / 三船プロ）
  - 第444話「祭りに咲いた夫婦花」 - 朝吉 役
  - 第472話「悪夢に怯える女」 - 村次 役
- 花王名人劇場 / 魔術の女王　華麗なる天勝　芸に生き愛に生き（1980年2月10日、KTV）
- 太陽にほえろ!（NTV / 東宝）
  - 第398話「名残り雪」（1980年） - 関口武 役※ 西岡徳美名義
  - 第428話「ドック対ドッグ」（1980年） - 片桐清一 役
  - 第544話「屈辱」（1983年） - 南耕平 役
  - 第571話「誘拐」（1983年） - 川口邦彦 役
  - 第584話「盗聴」（1984年） - 成島宗一 役
  - 第629話「ドリーム」（1984年） - 浜田 役
- 新五捕物帳 第123話「愛の如来さま」（1980年、NTV） - 伊三郎 役
- 江戸の朝焼け 第11話「妹の五十両」（1980年11月20日、CX / 東宝） - 竹三郎 役
- 銀河テレビ小説 / 復活（1981年、NHK総合） - 成田 役
- 秘密のデカちゃん 第14話（1981年、TBS / 大映テレビ） - 山中 役
- 復活（1981年1月、NHK総合）
- 連続テレビ小説（NHK総合）
  - 本日も晴天なり（1981年10月 - 1982年4月） - 柳瀬平八郎 役
  - 澪つくし（1985年4月 - 9月） - 久永 役
- さよなら三角またきて四角（1982年、TBS）
- 源九郎旅日記 葵の暴れん坊 第31話「すっぽん夫婦ながれ唄」（1982年、ANB）
- さらば女ともだち（1983年、ANB）
- 新・女捜査官 第4話「秘密の夜を買う美人女医」（1983年）
- 生きて行く私（1984年）
- 鬼龍院花子の生涯（1984年、TBS）
- 誇りの報酬 第22話「狂乱の拳銃」（1985年、NTV / 東宝） - 川辺 役
- ジャングル 第23話「先生」（1987年、NTV / 東宝）
- 大河ドラマ（NHK総合）
  - 春の波涛（1985年） - 東儀秀治 役
  - 武田信玄（1988年） - 北条高広 役
  - 春日局（1989年） - 松倉重治 役
  - 翔ぶが如く（1990年） - 赤山靱負 役
  - 太平記（1991年） - 長崎高資 役
  - 八代将軍吉宗（1995年） - 松平信祝 役
  - 元禄繚乱（1999年） - 荒木十左衛門 役
  - 北条時宗（2001年） - 足利泰氏 役
  - 風林火山（2007年） - 直江実綱 役
- 俺たちの時代（1989年、TBS）
- 水曜ドラマ / 愛されてますかお父さん（1990年、TBS）
- 月影兵庫あばれ旅 第2シリーズ 第2話「辻斬りが惚れた女」（1990年、TX / 松竹） - 風 役
- 裸の大将（CX）
  - 第39話「清とおふくろの味 宮古島編」（1990年） - 勝 役
  - 第53話「清のニセ者さつまあげ」（1992年） - 大山勝治 役
- 土曜ドラマ（NHK総合)
  - 新十津川物語（1991年） - 中崎菊次 役
  - チロルの挽歌（1992年） - 種村 役
- 東京ラブストーリー（1991年、CX） - 和賀夏樹 役
- 木曜劇場（CX）
  - しゃぼん玉 第11話「生きていくぞ!」（1991年） - 沢田正太郎 役
  - ジュニア・愛の関係（1992年） - 長谷部紳一郎 役
  - 愛情物語（1993年） - 南条信吾 役
  - 離婚弁護士 パート1 第10話「セクハラされた女」、最終話「セクハラ社長VS戦う女」（2004年） - 木崎健一郎 役
  - BOSS 2ndシーズン 第10話（2011年） - 藤森俊夫 役
  - 東野圭吾ミステリーズ 第1話「さよならコーチ」（2012年） - 鈴木和馬警部 役
- 鬼平犯科帳 第2シリーズ 第11話「四度目の女房」（1991年、CX / 松竹） - 伊之松 役
- 社長になった若大将（1992年、TBS）
- 上品ドライバー（1992年 - 1998年、CX） - 上品ドライバー 役
- 世にも奇妙な物語 春の特別編「震える愛」（1992年、CX）
- 腕におぼえあり 第2シリーズ（1992年、NHK）
- 女検事の捜査ファイル（1993年、ANB） - 西島秀夫 役（友情出演）
- さくらももこランド・谷口六三商店（1993年、TBS）
- あすなろ白書（1993年、CX） - 松岡の主治医 役 ※友情出演
- 殿さま風来坊隠れ旅（1994年、ANB） - 徳川宗睦 役
- いとこ同士（1995年、NTV）
- 好きやねん（1995年、NTV）
- 東芝日曜劇場→日曜劇場（TBS）
  - きのうの敵は今日も敵（1995年）
  - MONSTERS 第6話「変人刑事VS天才発明家!! 完全密室は本当に完全?」（2012年） - 野口秀彦 役
- 金曜ドラマ（TBS）
  - 未成年（1995年） - 戸川芳史 役
  - 君と出逢ってから（1996年） - 白井功 役
- さむらい探偵事件簿 第1話「幻の春画を捜せ!」（1996年、NTV）
- ウイークエンドドラマ / いとしの未来ちゃん（1997年、ANB）
- 暴れん坊将軍VIIIシリーズ - XIIシリーズ（1997年 - 2002年、テレビ朝日） - 尾張大納言宗春 役 ※準レギュラー（2代目）
- ロマンス（1999年、NTV）
- 甘い生活。（1999年、NTV）
- 砂の上の恋人たち（1999年、CX） - 辻谷修一郎 役
- ラブ・レボリューション（2001年、CX） - 片桐健三 役
- 傷だらけのラブソング（2001年、CX） - 工藤康之 役
- ごくせん 第1シリーズ 第7話「自分の子を信じろ!!」（2002年、NTV） - 沢田正太郎 役
- 命捧げ候（2002年、NHK総合）
- 木曜ドラマ（ANB→EX）
  - 逮捕しちゃうぞ 最終話「サヨナラ…美幸&夏実」（2002年） - 山口議員 役 ※特別出演
  - エンゼルバンク〜転職代理人（2010年） - 園池真二郎 役
  - DOCTORS3 最強の名医 第2話「トラブル続出!! 死ぬ前に…50年目の真実」（2015年） - 平松啓輔 役
  - アイムホーム 第2話（2015年） - 鬼山健三 役
  - ドクターX〜外科医・大門未知子〜第4期 第2話（2016年） - 金本洋二
- 月曜ドラマシリーズ / 夢みる葡萄〜本を読む女〜（2003年、NHK総合） - 小西肇 役
- 金曜時代劇→木曜時代劇（NHK総合）
  - 柳生十兵衛七番勝負（2005年） - 鳥居左京亮 役
  - 鼠、江戸を疾る 第1シリーズ 第1話（2014年） - 宗庵 役
- こちら本池上署 第5シリーズ（2005年、TBS）
- 愛し君へ（2004年、CX）
- 銭形平次（2004年 - 2005年、EX） - 笹野新三郎 役
  - 第1シーズン（2004年）
  - 第2シーズン（2005年）
- ミステリー民俗学者 八雲樹 第1話、第2話「天狗伝説殺人事件」（2005年、EX） - 田久保善三 役
- 富豪刑事（EX） - 神山郁三 役
  - 富豪刑事（2005年）
  - 富豪刑事デラックス（2006年）
- 金曜ナイトドラマ（EX）
  - はるか17 第5話「CM出演? うごめく陰謀…」 - 第7話「ドラマ抜擢…うごめく陰謀」（2005年）
  - スミカスミレ 45歳若返った女 第7話（2016年）
  - 重要参考人探偵（2017年） - 古仙淳 役
- 土曜ドラマ（NTV）
  - 女王の教室スペシャル（2006年） - 特別出演・真矢の父 役
  - 演歌の女王 第9話「死ぬか生きるか? 女のわかれ道」（2007年） - 島津晋造 役 ※特別出演
  - お迎えデス。 第5話（2016年） - 前田幸介 役
- ウルトラシリーズ - ウルトラの父（声） 役
  - ウルトラマンメビウス（TBS）
    - 第1話「運命の出逢い」（2006年4月8日）
    - 第27話「激闘の覇者」（2006年10月7日）
    - 第29話「別れの日」（2006年10月21日）
    - 第37話「父の背中」（2006年12月23日）
    - 第50話「最終三部作III 心からの言葉」（2007年3月31日）

  - ウルトラマンジード 第24話「キボウノカケラ」、最終回「GEEDの証」（2017年12月16日・23日、TX）
- 弁護士のくず 第12話（2006年、TBS）
- だめんず・うぉ〜か〜（2006年、EX） - 永末英一郎 役
- 火曜時代劇 / 太閤記〜天下を獲った男・秀吉（2006年、EX） - 柴田勝家 役
- ドラゴンフライ（2006年、WOWOW）
- キムサウンドストーリー（2006年、GyaO） - トクマ 役
- ドラマ24（TX）
  - Xenos（2007年） - 奥田秀一郎 役
  - 新宿セブン 第3話（2017年） - 福富大輔 役
- モンスターペアレント 第11話「史上最強の怪物親」（2008年9月、CX） - 宮園清三 役
- あんどーなつ 第11話「京都から来た男」（2008年、TBS） - 白井（板長） 役
- 相棒（EX / 東映）
  - season7 第1話「還流～密室の昏迷」、第2話「還流～悪意の不在」（2008年） - 小笠原雅之 役
  - season17 第10話「ディーバ」（2019年） - 敦盛劉造 役
- リアル・クローズ 第3話「悪魔部長に弟子入志願」（2009年、KTV） - 本郷猛 役
- 水曜ドラマ（NTV）
  - 曲げられない女（2010年） - 増野弁護士 役
  - ST 赤と白の捜査ファイル 第8話（2014年） - 新島泰弘 役
  - 過保護のカホコ（2017年） - 並木福士 役
    - 過保護のカホコ〜2018 ラブ＆ドリーム〜（2018年） - 並木福士 役

  - 同期のサクラ（2019年） - 花村義造 役
- 三代目明智小五郎〜今日も明智が殺される〜（2010年、MBS） - 明智大五郎 役
- 崖っぷちのエリー〜この世でいちばん大事な「カネ」の話 第1話（2010年、EX / ABC） - 塩川 役
- 日曜ナイトプレミア（EX）
  - アスコーマーチ〜明日香工業高校物語〜 第7話「世界」（2011年） - 野口和仁 役
  - 俺の空 刑事編 第1話「抗争勃発!! 超大金持ち刑事VS逮捕されない男!!」（2011年） - 熱川洋太郎 役
- 家族八景 Nanase,Telepathy Girl's Ballad 第1話「無風地帯」（2012年、MBS） - 尾形久国 役
- 木曜ミステリーシアター / デカ 黒川鈴木 第13話「パワーストーン誘拐事件」（2012年、YTV） - 清宮良隆 役
- BS時代劇（NHK BSプレミアム）
  - 陽だまりの樹（2012年） - 伊部谷千三郎 役
  - 大岡越前 第2期 第7話（2014年） - 螢火の五郎蔵 役
- 市長はムコ殿 第9話「運命の再会」（2012年、BS朝日） - 四ツ葉浩介 役
- 警視庁捜査一課9係 season7 第1話「Uの傷跡」（2012年、EX） - 坂東喜一郎 役
- 木曜ミステリー / 捜査地図の女 第3話（2012年、EX） - 大石恵三 役
- ドラマW / 配達されたい私たち（2013年、WOWOW） - 澤野始の父親 役
- 信長のシェフ2 第7話（2014年8月28日、テレビ朝日） - 阿閉貞征 役
- 木曜ドラマ / 五つ星ツーリスト〜最高の旅、ご案内します!!〜 第1話（2015年、YTV） - 松永和彦 役
- 日曜オリジナルドラマ / スケープゴート（2015年、WOWOW） - 小関嗣朗 役
- 三匹のおっさん2〜正義の味方、ふたたび!!〜 第4話「三匹のおっさん vs ご当地アイドル詐欺」（2015年、TX） - 丸山 役
- 土曜オリジナルドラマ / 海に降る（2015年10月 - 、WOWOW） - 多岐隆司 役[19]
- 連続テレビ小説 / べっぴんさん（2017年2月 - 3月、NHK総合） - 古門充信 役
- 山本周五郎時代劇 武士の魂 第3話（2017年、BS JAPAN） - 高力忠左衛門 役
- 土曜ドラマ24 / マッサージ探偵ジョー 第11話「ピンチのツボ」、第12話「心のツボ / 覚悟と決心のツボ」（2017年、TX） - 矢吹原段平 役
- 科捜研の女 SEASON 17 最終話（2018年、EX） - 繁森光之 役
- シグナル 長期未解決事件捜査班 第7話、第8話、第10話（2018年、KTV） - 野沢義男 役
  - シグナル 長期未解決事件捜査班 スペシャル（2021年、KTV）
- 日曜プライム / 遺留捜査スペシャル（2019年、EX） - 音坂史紀 役
- 仮面ライダーゼロワン（ANB） - 飛電是之助 役[20]
  - 第1話「オレが社長で仮面ライダー」（2019年9月1日）
  - 第5話「カレの情熱まんが道」（2019年9月29日）
  - 第13話「ワタシの仕事は社長秘書」（2019年12月1日）
- SEDAI WARS（2020年） - 山尾茂 役
- 連続ドラマW「鉄の骨」（2020年4月18日 - 5月16日、WOWOW） - 城山和彦 役[21]
- 家政夫のミタゾノ 第4シリーズ 第2話（2020年、テレビ朝日） - 藤原力也 役
- 35歳の少女（2020年） - 広瀬尚志 役
- 刑事7人 Season8 第5話（2022年8月10日、テレビ朝日） - 藤宮功 役
- 家庭教師のトラコ（2022年） - 野嶋光造 役
- トリリオンゲーム 第5話（2023年8月11日、TBS） - 皇 役[22]
- SHOGUN 将軍（2024年2月27日 - 、FX） - 戸田広松 役
- 三笠のキングと、あと数人（2025年4月25日 - 5月30日、北海道放送） - 市長 役[23][24]
- 失踪人捜索班 消えた真実 第4話 - 最終回（2025年5月2日 - 6月6日、テレビ東京） - 長瀬孝蔵 役[25]

他、多数

### 単発ドラマ
スペシャルドラマ
- 後妻の泣きどころ（1973年6月30日、日本テレビ） - 徹 役※西岡徳美名義
- 金曜ミステリー劇場 / 松本清張の「顔」（1982年、TBS） - 永井弘 役
- ザ・サスペンス/ 名探偵・金田一耕助シリーズ・本陣殺人事件 三本指で血塗られた初夜（1983年2月19日、TBS）一柳賢蔵 役
- 金曜ファミリーワイド / 松本清張の地の骨・消えた入試問題 女が決めた教授の椅子（1984年、CX） - 井筒勝 役
- 金曜ドラマシアター / 実録犯罪史シリーズ 金（キム）の戦争（1991年、CX）
- 時代劇スペシャル / 女忍かげろう組<参>（1991年、NTV） - 赤渕象堂 役
- チロルの挽歌（1992年、NHK総合） - 種村課長 役
- 代紋TAKE2シリーズ（1993年 - 1997年、NTV） - 山崎忠義 役
  - 代紋 TAKE2 第1作（1993年） - 山崎忠義 役
- TBS大型時代劇スペシャル / 大忠臣蔵（1994年、TBS） - 清水一学 役
- 清水次郎長物語（1995年、CX） - 深見長兵衛 役
- 踊る大捜査線シリーズ（CX） - 警視庁刑事部長 役
  - 踊る大捜査線 歳末特別警戒スペシャル（1997年）
  - 踊る大捜査線 秋の犯罪撲滅スペシャル（1998年）
- ドラマSP　リアル・クローズ（2008年、CX） - 特別出演・本郷会長 役
- 松本清張生誕100年スペシャル「中央流沙」（2009年、TBS） - 岡村福夫 役
- 開局10周年記念ドラマ・松本清張特別企画「一年半待て」（2010年、BS-TBS） - 須村要吉 役
- <SEE EGGs>ガッツポーズ!<DO! 深夜>「蹴られる男」（2011年2月20日、フジテレビ） - 専務 役
- ドラマ特別企画 明日をあきらめない…がれきの中の新聞社〜河北新報のいちばん長い日〜（2012年3月4日） - 太田巌 役
- 名探偵コナンドラマスペシャル 工藤新一 京都新撰組殺人事件（2012年、YTV） - 犬飼源一 役
- 早海さんと呼ばれる日スペシャル（2012年、CX） - 芳川宗則 役
- 松本清張没後20年特別企画 ドラマスペシャル「波の塔」（2012年、EX） - 田沢隆義 役
- GI DREAM（2013年、BSフジ） - 浅岡克 役
- 濃姫II〜戦国の女たち（2013年、EX） - 浅井久政 役
- 望郷 「雲の糸」（2016年、TX） - 的場社長 役
- 黒薔薇 刑事課強行犯係 神木恭子（2017年、EX） - 矢野順一 役
- 日曜プライム
  - 家栽の人（2020年、EX） - 佐々木建造 役
  - お花のセンセイ（2020年） - 鶴崎仙吾

火曜サスペンス劇場
- かまきり（1984年、生田スタジオ）
- 白昼の囚人（1985年7月、スタッフアズバーズ）
- 見知らぬ夫（1986年、国際放映）
- 妹の愛した男（1988年、大映映像）
- 完全犯罪研究室（1990年4月、にっかつ撮影所）
- 森村誠一作品（日本映像）
  - 森村誠一の途中下車（1990年5月、日本映像）
  - 森村誠一の結婚株式会社（1990年11月6日放送、日本映像）
- 殺意の団欒（1990年10月、メリエス） - 斉藤卓也 役
- 取調室 第2作（1995年、宝映企画） - 高野真一郎 役
- 犯罪心理分析官ファイナル（1998年、東映） - 馬場警部補 役
- 父と娘の真実（2002年12月） - 加納洋介 役
- 軽井沢ミステリー 第4作「娘よ」（2003年） - 古沢耕造 役

女と愛とミステリー→水曜ミステリー9→水曜シアター9
- 黄金の犬（2001年） - 安高護 役
- 密会の宿（2003年 - 2013年） - 番場周平 役
- 警察署長・たそがれ正治郎シリーズ - 山科一課長 役
  - 第1作「隅田川不連続殺人」（2005年）
  - 第2作「隅田川殺意の連鎖」（2006年）
- 刑事吉永誠一 涙の事件簿 第5作「約束の指切り」（2007年） - 赤峰武士 役
- 保険犯罪調査員 佐伯初音 空白の起点（2016年7月20日） - 高良井毅彦 役

月曜ミステリー劇場→月曜ゴールデン→月曜名作劇場
- 山村美紗サスペンス 名探偵キャサリン（1996年 - 2006年） - 狩矢警部 役
- 税務調査官・窓際太郎の事件簿 第10作（2003年5月19日） - 早川敏郎 役
- 里見浩太朗芸能生活50周年特別企画「夜盗」（2005年10月） - 植木 役
- 夜の終る時（2007年12月10日） - 大沢刑事 役
- 緑川警部シリーズ（2009年 - 2012年） -主演・ 緑川有一 役
- 十津川警部シリーズ 第42作「九州ひなの国殺人ルート」（2009年9月28日） - 首尾木大造 役
- 山岳刑事 第2作「魔の山 連続遭難殺人」（2013年10月28日） - 野沢亮一 役
- 新・十津川警部シリーズ（2017年 - ） - 三上刑事部長 役

金曜ドラマシアター→金曜エンタティメント→金曜プレステージ
- 松本清張作家活動40年記念・波の塔（1991年5月24日） - 結城庸雄 役
- 主婦たちのざけんなヨ!!「仕切り魔の涙」（1992年1月10日） - 木村吾郎 役
- 浅見光彦シリーズ 第1作「伊香保殺人事件」 - 第14作「黄金の石橋」（1995年 - 2002年） - 浅見陽一郎 役
- 音の犯罪捜査官・響奈津子 第1作「いたずら電話殺人事件」 - 第7作「身元不明の死体が携帯に残した秘密!」（1996年 - 2005年） - 村岡弘 役
- テロリストのパラソル（1996年11月） - 進藤警視正 役
- 鍵師 第5作「完全無欠鍵のプロ! 悩める者の救世主」（1997年） - 蓑田警部 役
- 芸能レポーター服部ヨネ子の突撃取材! 西村知美殺人事件（2001年8月3日）
- スチュワーデス刑事 第6作「ウィスラー～沖縄～ヴァンクーヴァー・愛と殺意の白い恋人たち」（2002年） - 黒田憲比古 役
- 事件記者〜警視庁記者クラブ（2008年9月12日） - 主演・矢作克己 役
- 警視庁三ツ星刑事 佐々木丈太郎 第1作（2009年3月20日） - 宮寺誠之介 役
- 産科医大河内あかね（2010年12月3日）
- ドルチェ（2012年10月12日） - 手塚義則 役
- 外科医 鳩村周五郎 第12作（2014年2月7日） - 豊田洋次 役

土曜ワイド劇場
- 新・太陽がいっぱい（1979年）
- 三毛猫ホームズシリーズ 第5作「三毛猫ホームズの運動会 だるま競争殺人事件 さらば愛する妻よ」（1983年、東映） - 山口 役
- 女相続人のさけび（1984年）
- 眼の中の悪魔（1984年）
- 西村京太郎トラベルミステリー
  - 第5作「東北新幹線殺人事件」（1984年） - 引地秘書 役
  - 第18作「オホーツク殺人ルート」（1990年） - 有末吾郎 役
- 牟田刑事官事件ファイル 第7作「奥浜名湖女たちの危険なプレイ」（1987年） - 竜崎昭二 役
- 市毛良枝の美女探偵シリーズ 第4作「伊豆リゾートホテル男女連続殺人」（1988年）
- 密会の宿 第4作「謎の美少女と白い帽子の女」（1988年） - 森川事務局長 役
- 家政婦は見た!シリーズ
  - 第8作「銀座-京都、虚飾と欲望に燃える美しい母娘の艶やかな秘密」（1990年） - 安藤倉太郎 役
  - 第15作「財界一族の虚飾の争い」（1996年） - 松原英明 役
- 名探偵・金田一耕助 第4作「夜歩く女」（1990年） - 直記 役
- 魔性の殺人 幽霊からの脅迫電話!?（1993年）
- 事件 第1作「なぜ夫は新妻の姉を殺したのか…? 弁護士が暴いた愛と憎しみの法廷」（1993年） - 岡部貞吉 役
- タクシードライバーの推理日誌
  - 第7作「真夜中の殺人招待状! 夢を捨てた女の危険な誘惑…」（1997年） - 岡本真一 役
  - 第39作「スキャンダルな乗客!!」（2016年） - 椎名一馬 役
- 花吹雪美人スリ三姉妹 第2作「悪魔のビデオをスリ盗れ!」（1993年） - 木島利彦 役
- 女変装捜査官シリーズ（2000年 - 2004年） - 新川豪太 役
- 眼科医 小室瞳の推理カルテ（2001 - 2002年） - 熊取源太 役
- 法医学教室の事件ファイル
  - 第21作「水槽に浮かぶ死美人」（2005年） - 大木敏夫 役
  - 第23作「バス大爆破心中!!」（2006年） - 日下部英介 役
- 横浜海上警察（2007年9月1日） - 田崎洋平 役
- 花嫁のさけび（2008年4月5日） - 北岡 役
- 失踪調査人・港亮介（2008年11月29日）
- 歌セラ 第6回「センセイ」（2010年、TUY・TBC・HBCほか）
- 棘の街（2011年6月18日） - 紅林刑事課長 役

新春ワイド時代劇 （テレビ東京）
- 炎の奉行 大岡越前守（1997年） - 雲霧仁左衛門 役
- 徳川風雲録 八代将軍吉宗（2008年）
- 忠臣蔵〜その義その愛（2012） - 内田三郎右衛門 役

他、多数。

### ウェブドラマ
- ウルトラマンメビウス外伝 ヒカリサーガSAGE3（2006年） - ウルトラの父（声）役
- 全裸監督（2019年8月全話配信、Netflix）4、5話

### 舞台
- ロミオとジュリエット1973年　文学座アトリエ、木村光一演出、ロミオ役
- ロミオとジュリエット1974年、東宝、蜷川幸雄演出ベンヴォーリオ役
- ハロルドとモード1975年紀伊國屋ホール、加藤新吉演出、ハロルド役
- リア王1975年東宝、蜷川幸雄演出、ケント伯役
- 説教強盗、文学座アトリエ　説教強盗役
- 王女メディア1978年東宝、蜷川幸雄演出
- バタフライはフリー、博品館　福田陽一郎演出
- 双頭の鷲1979年博品館、松浦竹夫演出、スタニスラフ役
- ノートルダム.ド.パリ1979年東宝、蜷川幸雄演出、詩人グランゴワール
- やけたトタン屋根の上の猫　パルコ劇場　鵜山仁演出
- トーチソングトリロジー　パルコ劇場、青井陽二演出
- 人形の家セゾン劇場　今野勉演出
- 血の婚礼、セゾン劇場、蜷川幸雄演出、北の兄役
- 幕末純情伝パルコ劇場　つかこうへい演出、坂本龍馬役
- 寝盗られ宗介（1998年）　つかこうへい演出、宗介役　大阪ドラマシアター、セゾン劇場
- ロマンチック・コメディ　パルコ劇場、福田陽一郎演出
- 唐版 滝の白糸（2000年）蜷川幸雄演出 - 銀メガネ 役
- ハムレット（2003年）蜷川幸雄演出 - クローディアス.亡霊役
- シルビア　福岡陽一郎演出　三役　パルコ劇場
- 天保十二年のシェイクスピア（2005年）蜷川幸雄演出 - よだれ牛の紋太/蝮の九郎冶/百姓 役
- 第二章　パルコ劇場　福田陽一郎演出
- 男の花道（2005年）明治座
- 魔界転生（2006年）新橋演舞場 - 宮本武蔵 役
- 写楽考（2007年）シアターコクーン - 版元の蔦屋 役
- ヴェニスの商人（2007年） - アントーニオ 役
- いのうえ歌舞伎☆號『IZO』（2008年）青山劇場
- 十二人の怒れる男蜷川幸雄演出（2009年） - 陪審員3番 役
- カゴツルベ（2009年） - 栄之丞 役
- 天璋院篤姫（2010年、明治座）
- ジャンヌ・ダルク（2010年）赤坂サカス
- 相対的浮世絵（2010年3月18日 - 4月11日）[26]
- 琉球ロマネスク テンペスト（2011年2月6日 - 28日、赤坂ACTシアター / 同3月5日 - 20日、新歌舞伎座） - 徐丁垓 役
- DUMP SHOW!（2011年7月16日 - 31日、サンシャイン劇場・8月10日 - 14日、サンケイホールブリーゼ） - 本城 役
- Paco〜パコと魔法の絵本〜 from「ガマ王子vsザリガニ魔人」（2014年） - 主演・大貫 役
- GOKÛ（2016年） - 牛魔王 役
- スルース〜探偵〜（2016年） - ワイク 役[27]
- 舞台 マジすか学園 〜Lost In The SuperMarket〜（2016年） - キセノ役
- 殺風景　赤堀雅秋演出　シアターコクーン
- 俺節（2017年） - 北野波平 役
- 魍魎の匣（2019年） - 美馬坂幸四郎 役
- ウルトラマンフェスティバル2019 ライブステージ（2019年） - ウルトラの父（声） 役
- 氷艶 hyoen2019ー月光かりの如くー（2019年7月26日～28日、横浜アリーナ）‐　桐壺帝 役
- LUXE 横浜アリーナ2021　太陽の王 役
- メタルマクベス いのうえひでのり演出　360度劇場
- エリザベス　日生劇場
- パラダイス　赤堀雅秋演出　シアターコクーン
- 画狂人北斎　宮本亜門.演出　紀伊國屋ホール、葛飾北斎役
- 後鳥羽伝説殺人事件（2024年5月4日 - 7日、渋谷区文化総合センター大和田 伝承ホール） - 野上哲男 役[28][29]
- 応天の門（2024年12月4日 - 22日、明治座） - 伴善男 役[30]
- 真夜中に起こった出来事（2025年3月7日 - 23日、よみうり大手町ホール 他） - フリッツ・リッテン 役[31]
- 「新 画狂人北斎」-2025-（2025年10月17日 - 11月27日〈予定〉、紀伊國屋ホール 他） - 主演・葛飾北斎 役[32]

他、多数。

### 映画
- セカンド・ラブ（1983年） - 磯村 役
- 病院へ行こう（1990年） - 内科医 役
- ふうせん（1990年） - 南原修平 役
- さよなら、こんにちわ（1990年） - 北野隆一 役
- われに撃つ用意あり（1990年） - 有本 役
- 本気!（1991年） - 菊地 役
- 必殺!5 黄金の血（1991年） - 太田玄蕃頭 役
- 江戸城大乱（1991年） - 志母沢織部正 役
- ゴジラvsキングギドラ（1991年） - 藤尾猛彦 役[4]
- 新極道の妻たち（1991年） - 藤波組幹部 国井勝次 役
- 極道戦争 武闘派 （1991年）ｰ 黒岩組組長 黒岩彦一 役
- 修羅の伝説（1992年） - 砂泊建設総業・副社長・中島浩一郎 役
- 免許がない!（1994年） - 照屋権三 役
- キャンプで逢いましょう（1995年） - 中井康夫 役
- ゼロ・ウーマン 警視庁0課の女（1995年） - 武藤正洋 役
- 麻雀飛翔伝 哭きの竜（1995年）- 甲斐正三 役
- お日柄もよくご愁傷さま（1996年） - 吉村敏八 役
- あぶない刑事フォーエヴァー THE MOVIE（1998年） - 緒方雄一 役
- スーパースキャンダル（1996年） - 泉大作(俳優) 役
- 極道の妻たち 地獄の道づれ（2001年） - 熊谷忠夫 役
- LADY PLASTIC（2001年） - 赤木宏明 役
- 狼少女（2005年） - 手芸店の社長 役
- 放郷物語 THROWS OUT MY HOMETOWN（2006年） - 梶田満生 役
- 笑う大天使（2006年） - 警察庁長官 役
- 椿三十郎（2007年） - 菊井 役
- きみに届く声（2008年） - 田原勇介 役
- 次郎長三国志（2008年） - 小川の武一 役
- 火天の城（2009年）
- ウルトラシリーズ - ウルトラの父（声）役
  - 大怪獣バトル ウルトラ銀河伝説 THE MOVIE（2009年）
  - ウルトラマンゼロ THE MOVIE 超決戦!ベリアル銀河帝国（2010年）
  - 劇場版 ウルトラマンジード つなぐぜ! 願い!!（2018年）
- 半分の月がのぼる空（2010年）
- 小川の辺（2011年）
- 神様のカルテ（2011年）
- 僕達急行 A列車で行こう（2012年）
- ヒットマン 明日への銃声（オールインエンタテインメント、2013年12月26日公開） - 藤島 役[33]
- 神様のカルテ2（2014年）
- 瀬戸内海賊物語（2014年） - 柴山館長 役
- アゲイン 28年目の甲子園（2015年）
- 関ヶ原（2017年） - 前田利家 役[34]
- 娼年（2018年4月6日） - 泉川氏 役[35]
- ヌヌ子の聖★戦 HARAJUKU STORY（2018年11月9日公開） - ハイジ 役[36]
- 仮面ライダー 令和 ザ・ファースト・ジェネレーション（2019年12月21日公開） - 飛電是之助 役[37]
- ねばぎば 新世界（2021年） - 須賀田元 役
- 愛国女子—紅武士道（2022年） - 大和信現 役[38]
- GREEN GRASS〜生まれかわる命〜（2023年） - 近藤清 役[39]
- オールドカー てんとう虫のプロポーズ（2025年）- 源五郎 役[40]
- 天文館探偵物語（2025年公開予定）[41]

### Vシネマ
- 本気! オリジナルビデオ版（1994年） - 風岡翔 役
- ゼロ・ウーマン 警視庁0課の女 シリーズ（1995年,1996年） - 武藤正洋 役
  - ゼロ・ウーマン2 警視庁0課の女（1995年）
  - ゼロ・ウーマン3 警視庁0課の女（1996年）
- キタの帝王 シリーズ（1996年,1997年）
  - キタの帝王 闇の法廷伝説（1996年） - 経営コンサルタント アカマムシギンジ 役
  - 新・キタの帝王（1996年） - TATIBANA LAW OFFICE所長 タチバナ 役
  - キタの帝王 闇の咆哮（1997年） - TATIBANA LAW OFFICE所長 タチバナ 役
- 内閣特務捜査官ORDER シリーズ（1997年,1998年） - 主演・クラブ・ミュージシャン 立花隆一郎 役
  - 内閣特務捜査官ORDER（1997年、企画・エグゼクティブプロデューサー：西岡徳馬）
  - 内閣特務捜査官ORDER2（1998年、監督・エグゼクティブ・プロデューサー：西岡徳馬）
- 新・男樹（1997年） - 崇和連合幹部 蔵清次 役
- 男たちの墓標 事件屋稼業（2000年）
- 千年の松 完結篇（2009年） - 住越連合総長 森政夫 役
- 極道天下布武（2017年） - 尾張 織木組組長 織木信秀 役
- 首都抗争（2017年） - 武田一家総長 武田将利 役
- 極道の門6,7（2020年） - 新宿 東竜会会長 鴨志田竜生 役
- 義兄弟1,2,3（2021年）

### 劇場アニメ
- 劇場版 テニスの王子様 二人のサムライ THE FIRST GAME（2005年） - 桜吹雪彦麿 役
- 「僕が愛したすべての君へ」「君を愛したひとりの僕へ」（2022年10月7日、東映） - ⾼崎 暦 / ⽇⾼ 暦（老年期） 役[42]

### 吹き替え
- 刑事コロンボ 策謀の結末（ケリー・マローン：マイケル・ホートン）※NHK版
- チップス先生さようなら（チッピング先生：マーティン・クルーンズ）※NHK版

### バラエティー・教養番組
日本テレビ
- 笑ってはいけないシリーズ - 不定期出演

NHK総合
- ためしてガッテン - 不定期出演

TBS
- めっけMON! - レギュラー出演

テレビ東京系
- 中国世界遺産ものがたり（2008年10月-、テレビ大阪）※ナレーション

フジテレビ
- クイズグランプリ（1973年） - 一般枠で出演。
- カノッサの屈辱"20世紀最終講義"（2000年12月30日深夜） - 司会進行（研究助手）[43]

BS朝日
- Stylish Golf in SEAGAIA（2013年10月5日 - 2014年9月27日） - 番組オーナー

テレビ朝日
- くりぃむクイズ ミラクル9 - 不定期出演

### CM
- ANA エコ割・サンタモニカ編（2006年）
- ホンダ・ステップワゴン（2009年） - ウルトラの父（声）役
- サントリー セサミンEX（2018年-）[44]

### ゲーム
- 山村美紗サスペンス　京都鞍馬山荘殺人事件（1994年、パック・イン・ビデオ、3DO） - 狩矢警部 役

### 著書
- 『未完成』（幻冬舎、2024年12月）- ISBN 978-4344043824[45]